# 蒙特利尔工程学院大屠杀
蒙特利尔工程学院大屠杀（法語：Tuerie de l'École polytechnique de Montréal），又被称为蒙特利尔大屠杀，是1989年12月6日发生于加拿大蒙特利尔工程学院的一次屠杀。25岁的马克·莱皮纳（Marc Lépine）携带迷你14来福枪和猎刀在学院内枪击28人后自杀。莱皮纳进入一间教室将男性和女性分开，在声称“与女性主义战斗”后对女性进行射击。在射中9人，其中6人死亡后，莱皮纳穿过走廊，在学校餐厅和另一间教室再次对女性进行射杀。最终，莱皮纳枪杀了14名女性，射伤10名女性和4名男性后开枪自杀。該事件發生多年後一直是加拿大歷史上最嚴重的大規模屠殺，這一紀錄直到2020年新斯科細亞槍擊案才被打破。
莱皮纳的母亲是法裔加拿大人，父亲是阿尔及利亚人，曾受父亲虐待。莱皮纳在遗书中表明了他的政治动机，并认为女性主义毁了他的生活。这份遗书包含了一份19名被莱皮纳认为是女性主义者的魁北克女性名单，并清晰表达了杀死他们的愿望。
事件发生后，加拿大人对事件进行了不同的解读，并对事件的影响和莱皮纳的动机进行了辩论。许多女性主义团体和官员将屠杀认定为一场反女性主义的攻击，反应了社会上广泛存在的针对女性的暴力。事件后每年的12月6日被设定为全国反针对女性暴力行动与纪念日。其它对事件的解读强调莱皮纳在童年受到虐待，或者认为这次屠杀是一次狂人的孤立行为，与其它社会问题无关。仍有评论家将事件归咎于媒体上的暴力，以及不断恶化的贫穷和社会的冷漠，特别是在移民社区。
这次事件促使加拿大通过了更严格的枪支管制法律。这次事件也使警方改变了应对枪击事件的策略，这些变化在后来的道森学院枪击事件中使伤害降到最小而受到赞扬。

## 屠杀

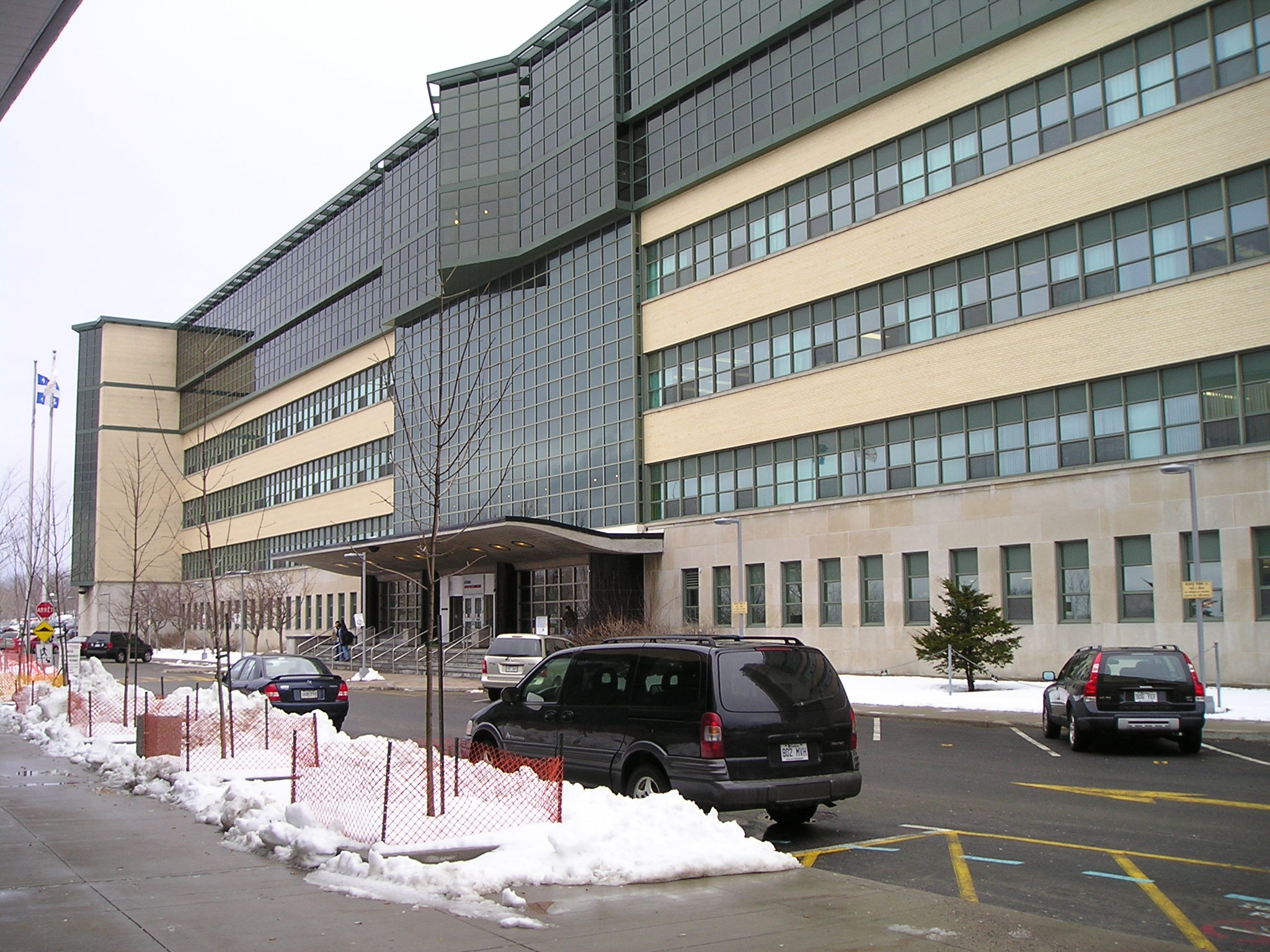
蒙特利尔工程学院外围

1989年12月6日下午4点左右，马克·莱皮纳携半自动来福枪和猎刀到达蒙特利尔大学下属的蒙特利尔工程学院。这支来福枪是莱皮纳于11月21日在蒙特利尔的一家checkmate sports店裡购买的，当时他向店员声称购买枪支用于打猎。在事件发生前几周，他至少到达过工程学院七次，因此对建筑布局非常熟悉。莱皮纳在二楼的注册办公室坐了一会儿。有人目睹他在一个塑料袋裡找东西，并没有与任何人谈话，即使工作人员曾问他是否需要帮助。
他离开注册办公室后曾在楼裡其它地方出现，随后进入了二楼的机械工程教室。当时教室裡大概有60名等待5点10分上课的学生。在学生准备做演讲之前，莱皮纳叫所有人停下，并按性别分为两组。开始学生认为这是一个玩笑，并没有人行动，直到莱皮纳向天花板开了一枪。莱皮纳将9位女性从人群中分开后，并命令所有男性离开。他用法语问教室裡的女性是否知道她们为什么在这裡。当其中一位回应不知道后，他答到“我在与女性主义战斗”。其中一名学生纳塔莉·普罗沃斯特（Nathalie Provost）说道“看，我们只是学工程的女性，并不一定是准备上街游行探讨是不是应该反男性的女性主义者，我们只是准备过普通生活的学生”。莱皮纳回应“你们是女性，你们将成为工程师。你们是一群女性主义者。我讨厌女性主义者”。随后他从左到右向女性开火，杀死6名，伤3名，包括普罗沃斯特。在离开这间教室前，莱皮纳在一名学生的作业上写了两次"shit"。
莱皮纳穿过二楼走廊，期间射伤三名学生。随后进入另一间教室，在两次尝试射杀女性学生失败后，莱皮纳进入应急楼道重新装填子弹。随后重新回到刚才离开的教室，此时学生已经将门锁上。在开三枪仍没能打开门之后，莱皮纳在走廊上射伤一名学生。在走到财政服务办公室之前，通过窗户射杀了一名女性。随后莱皮纳走到一楼的餐厅，当时餐厅裡聚集了上百人。在他射杀了靠近厨房的一名女性并伤了一名学生之后，餐厅裡的人群开始逃窜。在餐厅的储藏室裡，莱皮纳枪杀了躲在那裡的两名女性。他命令躲在桌子底下的一男一女两名学生出来，但没有向他们开枪。
莱皮纳走向通往电梯的路上向一名女学生和两名男学生开枪，然后进入另一间教室。叫三名正在做演讲的学生“滚出去”后，射伤了站在讲台上的玛丽斯·勒克莱尔。他向第一排的学生开枪，并射杀了两名试图逃跑的女性，其他学生则躲在桌子下面。莱皮纳向一些女学生方向移动，射伤了三名并枪杀了一名。莱皮纳换了弹匣回到教室前排，并向各个方向射击。受伤的勒克莱尔在莱皮纳掏出猎刀后开始求救，而莱皮纳刺了她三下。接着莱皮纳脱下帽子，用外套把来福枪包起来，喊到“啊，狗屎“，并朝头部开枪自杀。此时距他发动攻击已过去20分钟。仍有大约60枚子弹留在弹匣内。他一共射杀14名女性，伤10名女性和4名男性。在应答报警者后，蒙特利尔警察局长皮埃尔·勒克莱尔进入楼裡，发现被刺伤的女儿玛丽斯。
魁北克和蒙特利尔政府宣布默哀三天。1989年12月11日，九名遇难者的葬礼在蒙特利尔圣母大教堂举行。时任总督让娜·索韦, 总理马丁·布赖恩·马尔罗尼，魁北克省长罗贝尔·布拉萨和蒙特利尔市长让·多雷与其他几千人参加了葬礼。

## 遗书
马克·莱皮纳的穿的夹克口袋裡有一封遗书和另外给朋友的两封信，落款均为屠杀发生的当天。遗书的部分细节在事件发生后两天由警察公布，但是全文没有被公开。媒体曾根据信息获取法案要求警方公开遗书内容，但警方拒绝了这些要求。事件发生后一年，莱皮纳的一份三页陈述被洩露予记者兼女性主义者弗朗辛·佩尔蒂埃（Francine Pelletier），陈述中有一份被莱皮纳认定为女性主义者并想杀死的十九名魁北克女性名单，其中包括佩尔蒂埃自己，一名联邦主义者领袖，一名政治家，一位电视制作人，和六名政府官员。去除这份名单的陈述信最后由佩尔蒂埃供职的蒙特利尔报纸La Press公开。莱皮纳在陈述中自认为很理性，并认为女性主义者毁了他的生活。他将发动攻击的原因归咎于他对寻求社会变革以保持女性优势并掌控男性的女性主义者的愤怒。他还提到了丹尼斯·洛蒂（Denis Lortie），一位于1984年5月7日在魁北克省议会枪杀了三名政府雇员并伤及13人加拿大陆军士兵。

## 马克·莱皮纳
马克·莱皮纳出生时叫加米尔·加比，母亲是法裔加拿大人，父亲是阿尔及利亚人。莱皮纳的父亲是一名共同基金销售员，轻视女性，曾在肉体和语言上虐待妻子和儿子，并且不希望母亲和儿子之间的温和关系。在加米尔9岁时父母分开，他的父亲迅速与他断绝父子关系。他的母亲回去做护工以支撑家庭。按照他母亲的安排，加米尔在工作日需要呆在其它家庭。出于对他父亲的憎恨，加米尔在14岁时将名字改为马克·莱皮纳以随母姓。莱皮纳在1980年到1981年曾尝试加入加拿大陆军，但遗书说明他因为“反社会”而被拒绝。根据警方在事件发生后发布的莱皮纳个人简历，莱皮纳天资聪颖却面临很大的障碍。他不喜欢女性主义者，以事业为重的女性，以及从事传统男性工作的女性，比如警察。莱皮纳在1982年就读魁北克CEGEP系统学习科学，但在第一年转入三年制的电子工程项目。在最后一学期，莱皮纳退学，并没有任何解释。莱皮纳在1986年和1989年曾申请蒙特利尔工程学院，但因为缺少两门CEGEP课程被拒绝，但在1989年冬季补上了其中一门。

## 相关研究
这场屠杀极大地震惊了加拿大社会。加拿大政府及犯罪公正局担心过度的公开讨论会使受害者家庭更加悲痛，以及导致反女性主义的者暴力行为。因此并没有举行公开记者会，莱皮纳的遗书也没有正式公开。关于莱皮纳及杀人动机的警方调查仍然进行，调查报告没有公开，但有一份报告提供给法医以支持他的调查。媒体，学者，妇女组织和遇难者家庭抗议没有举行记者会以及信息不透明。
受害者的性别和莱皮纳在屠杀时和遗书中的言论使事件很快被认定为反女性主义者的袭击，以及针对女性暴力社会问题的典型案件。研究女性主义者的学者认为莱皮纳的行为来源于社会上广泛的厌女症，包括对针对女性的暴力的容忍。学者将这次事件视为谋杀型自杀中的一种，即凶手在公共场合的谋杀一个群体，然后打算“光荣中死去”。犯罪学家认为这次事件为针对女性的仇恨罪，因为受害者仅仅因为是女性就被选中为加害目标，并且目标可以被替换为其它女性。莱皮纳的母亲不明这次事件是否指向她，因为一些人因为他是单身工作女性而认为她为女性主义者。其它人，包括电视新闻工作者芭芭拉·弗鲁姆（Barbara Frum）辩解称这次事件不是反女性主义袭击或针对女性的暴力，并且质问人们为什么通过暗示这是针对一个群体的行动来淡化这场悲剧。
根据马克莱皮纳的遗书，一些人认为这次事件为狂人的孤立案件。一名心理医生访问了莱皮纳的家庭和朋友，并检查了他的文字。他表示自杀为莱皮纳的主要动机，并选择了一种特别的方式：在杀死其它人后自杀，为一种人格障碍。其它心理学家强调莱皮纳在童年时期受到的创伤，童年的打击可能对他的大脑造成损伤。或者莱皮纳患有思觉失调，在试图抹除关于父亲的痛苦记忆时失去了认知真实的能力，并认同控制女性的暴力的男权主义。另一种不同的理论认为莱皮纳在童年时期遭受的虐待使他在后来的生活中面对失败和拒绝时认定自己是受害者。莱皮纳的母亲因为他在童年时曾遭受虐待和体验到遗弃的感觉，因而怀疑他是否患有依恋障碍。
其它更宽泛的理论将莱皮纳的行为归咎于由社会变化带来的贫穷、无助、自我封闭和男女两极分化。由于莱皮纳对暴力电影的兴趣，一些人认为媒体和社会上的暴力行为对莱皮纳的行为产生了影响。在2006年9月13日发生道森学院枪击案后，加拿大环球邮报专栏作家黄明珍表示莱皮纳因为是移民而在魁北克社会被孤立，而这一说法引起了争议。

## 影响
事件的伤者和目击者在生理、社会、存在價值、经济、和心理均受到影响，包括创伤后心理压力紧张综合症。一部分学生因此自杀，其中两名在遗书中提到自杀的原因为经历屠杀带来的痛苦。事件九年后，仍有幸存者表示他们受到这次经历的影响，即使这些影响因时间而减弱。

### 警方反应
警察因为留给莱皮纳足够多的时间作案而受到猛烈的批评。第一批到达现场的警察先在建筑四周拉起隔离带并停留了一阵才进入楼里。在这段时间内，已有部分女性被杀害。这次事件促使警察加快对紧急事件的响应，减小了2006年发生的道森学院枪击案中的伤害。

### 枪支管制
这场屠杀是加拿大枪支管制运动的主要原因。海蒂·拉特简（Heidi Rathjen）是事件幸存者中的一位，当时她在一间莱皮纳没有进入的教室里。她与温迪·库基尔（Wendy Cukier）一起组织了枪支管制联合会。一名受害者的双亲，苏珊纳·拉普兰特-爱德华（Suzanne Laplante-Edward）和吉姆·爱德华（Jim Edward）也参与其中。他们与其他人的行动促使加拿大议会在1995年通过了C-68法案，又被称为武器法案。该法案实行更严格的枪支控制条例，包括对持枪者进行培训，监视枪支用途，管制枪支弹药的储存以及枪支注册制度。在2009年至2012年间，事件幸存者和他们的家庭公开抗议史蒂芬·哈珀领导的保守党政府试图废除长枪注册制度。2010年9月，议会曾以微弱优势驳回相关提案。但是保守党在2011年加拿大联邦大选中获得多数席位，长枪注册制度于2012年4月被废止。魁北克省政府随后通过了短暂的禁令，阻止销毁省内已经注册的枪支资料，并继续在省内推行注册制度。

### 针对女性的暴力
这场屠杀极大刺激了加拿大妇女运动，被视为针对女性暴力的标志事件。“这些年轻女性的死不会毫无意义，我们保证”，加拿大女性主义者朱迪·瑞比克（Judy Rubick）说道，“我们会把对事件的哀悼转化为中止男性针对女性暴力的行动”。作为对屠杀的回应，加拿大国会下议院成立了女性地位委员会。委员会在1991年6月发布了一份《针对女性的战争》的报告，但是这份报告并没有获得所有委员的署名。根据报告的建议，联邦政府在同年8月成立了加拿大针对女性暴力专家组。专家组在1993年6月发布了一份名为《改变现状：中止暴力——达到平等》的最终报告。专家组还提出了一份两条路径的“国家行动计划”，由“平等行动计划”和“零容忍政策”组成，旨在通过政府政策提高女性地位以及减少针对女性的暴力。对这个专家组的批评包括缺乏可执行的时间表和策略，以及即使提出了超过400项建议，这份报告也没有产生实质影响。

## 争议
事件中的男性幸存者因没有阻止莱皮纳而受到指责。在一次事件后立即举行采访中，一位记者质问一位男性幸存者为什么在莱皮纳明确针对女性的情况下，他们“放弃”了这些女性。曾在1984年劝降丹尼斯·洛蒂的下议院警卫官勒内·贾尔伯特（René Jalbert）表示他们中的一部分人至少应该介入以分散莱皮纳的注意力，同时也表示“不应该要求普通人在恐怖事件中表现得像一个英雄”。专栏作家马克·斯泰恩（Mark Steyn）表示男性在屠杀中的不作为表明了在加拿大男性中普遍存在的“消极文化”（culture of passivity），这使得莱皮纳能够无节制地开枪:"定义当代加拿大男性形像的不是莱皮纳，而是教室里的教授和学生，当被莱皮纳命令离开时，他们便温顺地照做，将他们的女性同学遗弃给命运——在人类历史上的任何其它文化里，男性都不会考虑这么做"。
男性学生和教职员工表达了没有试图阻止莱皮纳的悔恨，但是其中一位幸存者纳塔莉·普罗沃斯特（Nathalie Provost）认为他们并不能做什么来阻止这场悲剧，她的同学们不必为此自责。
女性主义者经常因为认定这次屠杀为男性针对女性暴力的标志事件而被批评。比如多伦多大学计算机系教授查尔斯·拉克福（Charles Rackoff）将为纪念屠杀而举行的守夜与三K党比较。“重点是用死者作借达成女性主义的左翼目标”，他写道，并不比三K党“以一位黑人谋杀了一位白人作借口以达到他们的目的”更正义。
相对温和的评论集中于莱皮纳是一个“孤立的枪手”，并不能代表所有的男性。在西方文化中，针对女性的暴力不论在官方还是在民间都不被宽恕更不被鼓励。这种观点认为女性主义者的纪念活动以性别分裂了社会，并对男性施加罪恶感，是针对男性无差别的暴力。男权主义者和反女性评论家表示女性主义导致了针对女性的暴力，对减少枪击案没有益处，并视这场屠杀为男性面对挫折的极端表达。一部分人视莱皮纳为男权主义的英雄，并荣耀他的行为。

## 遇难者
- 热纳维耶芙·贝热龙（Geneviève Bergeron） (生于1968), 土木工程学生
- 埃莱娜·科尔根（Hélène Colgan） (生于1966), 机械工程学生
- 纳塔莉·克罗托（Nathalie Croteau） (生于1966), 机械工程学生
- 芭芭拉·代尼奥（Barbara Daigneault） (生于1967), 机械工程学生
- 安娜-玛丽·爱德华（Anne-Marie Edward） (生于1968), 化学工程学生
- 莫德·哈维尼克（Maud Haviernick） (生于1960), 材料工程学生
- 玛丽斯·拉加尼埃（Maryse Laganière） (生于1964), 财政部门员工
- 玛丽斯·勒克莱尔（Maryse Leclair） (生于1966), 材料工程学生
- 安－玛丽·勒梅（Anne-Marie Lemay） (生于1967), 机械工程学生
- 索尼娅·佩尔蒂埃（Sonia Pelletier） (生于1961), 机械工程学生
- 米谢勒·里夏尔（Michèle Richard） (生于1968), 材料工程学生
- 安妮·圣阿尔诺（Annie St-Arneault） (生于1966), 机械工程学生
- 安妮·特科特（Annie Turcotte） (生于1969), 材料工程学生
- 芭芭拉·克卢奇尼克-维达耶韦奇（Barbara Klucznik-Widajewicz） (生于1958), 护理学生

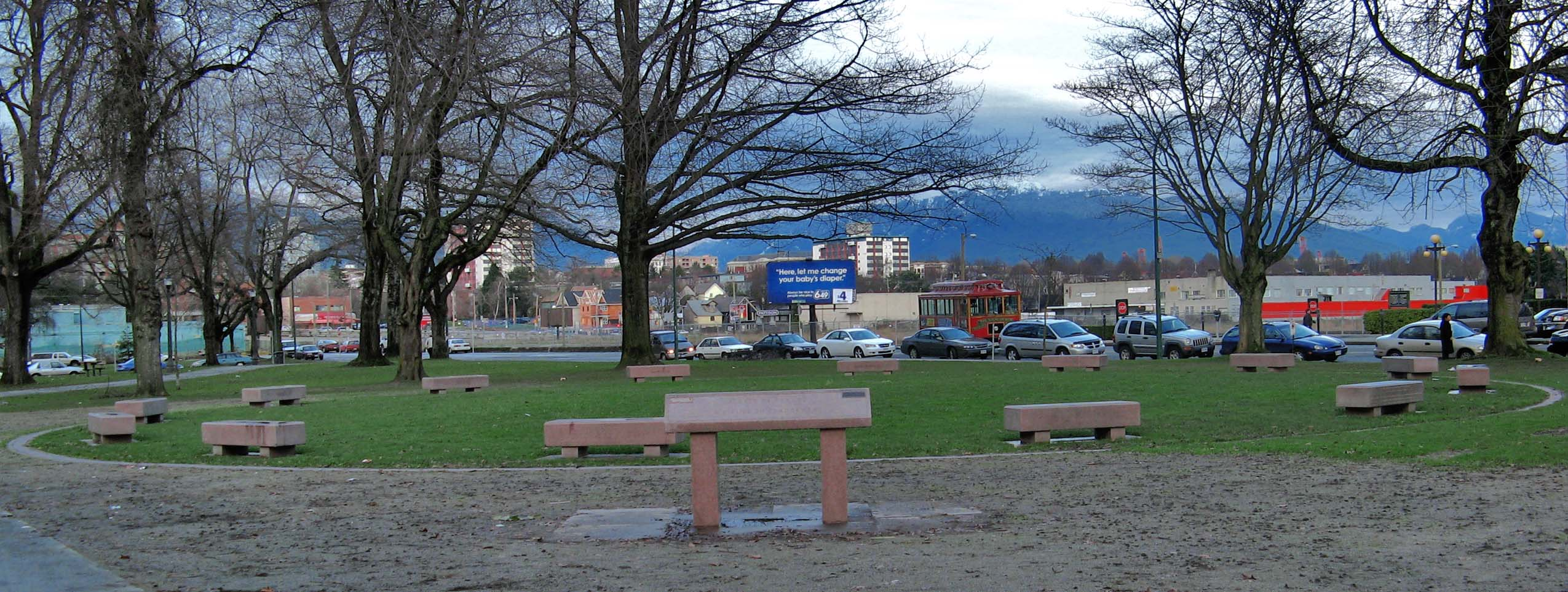
由艺术家贝丝·阿伯（Beth Alber）设计，名为Marker of Change，位于温哥华。以此悼念这14名遇难者。

## 纪念
自1991年起，每年的12月6日被设定为全国反针对女性暴力行动与纪念日，敦促人们采取行动消除针对女性的歧视。1991年，一群男性在安大略伦敦市举行白丝带集会以纪念这场屠杀，提醒人们注意到男性针对女性暴力普遍存在，白丝带象征着“男性放下武器的意图”。每年12月6日，全国均有活动纪念死亡的女性，全国许多地方都立有纪念碑纪念此事件。雪岭－圣母镇在离工程学院不远的地方，德赛尔大道和玛丽女王路的交汇处建造了1989年12月6日广场以纪念这场屠杀，广场上建有艺术家罗斯 - 玛丽·古莱特（Rose-Marie Goulet）建立的十四女王本堂（Nef pour quatorze reines）。广场为每年举行纪念活动的地方。
建造于温哥华的一座“献给所有被男性谋杀的女性”的纪念碑引起了争议，因为这暗示着所有的男性都是潜在的谋杀犯。参与这个纪念碑项目的女性收到了死亡威胁，温哥华公园管理局随后禁止在未来兴建“敌对”其它群体的纪念碑。
人们也通过其它形式纪念这次事件，比如电视，音乐会和流行音乐。一场由亚当·凯利（Adam Kelly）导演的名为《夹克》（The anorak）戏剧被蒙特利尔宪报评为2004年最好的戏剧之一。由丹尼斯·维伦纽夫（Denis Villeneuve）导演的名为“工程学院”（Polytechnique）的电影在2009年上映，但是却因是否有必要在商业电影中重现这场悲剧而引起争议。一些不同风格的歌曲也与这次事件有关，包括民谣摇滚乐队Open Mind创作的"Give Us Back The Night"，死亡金属乐队Macabre创作的“Montreal Maasacre”，Wyrd Sisters创作的“This Memory”和Evalyn Parry创作的“14（纪念12月6日）”。2009年，马克·莱皮纳的母亲发表了《后果》，纪录了他在事件之后的懊悔和痛苦。她一直保持沉默直到2006年为纪念道森学院枪击案而开口谈论这次事件。

## 延伸阅读
- Eglin, Peter; Hester, Stephen. . Wilfrid Laurier University Press. 2003  [2013-12-02]. ISBN 0-88920-422-5. （原始内容存档于2013-12-08）.
- M O'Donovan, Theresa. . Wilfrid Laurier University Press. 2007  [2013-12-02]. ISBN 978-0-88920-522-2. （原始内容存档于2013-12-07）.
- Lépine, Monique; Gagné, Harold. . Viking Canada. 2008. ISBN 978-0-670-06969-9.